# Kościół Zmartwychwstania Pańskiego w Kuślinie
Kościół Zmartwychwstania Pańskiego w Kuślinie – kościół parafialny w Kuślinie, w województwie wielkopolskim.
Obiekt wpisany jest do rejestru zabytków. Budowla pochodzi z 1882 r., pierwotnie była świątynią ewangelicką. Jest to budynek murowany z czerwonej cegły, na kamiennej podmurówce, w stylu neogotyckim. Od 1979 r. jest świątynią Parafii Zmartwychwstania Pańskiego w Kuślinie.